# Karel Lodewijk van Baden

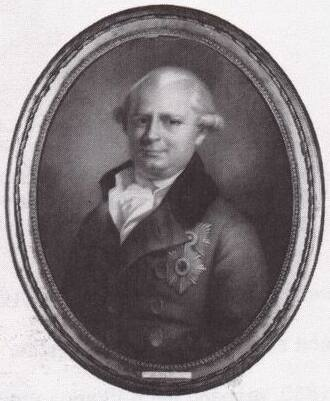
Karel Lodewijk van Baden

Karel Lodewijk (Karlsruhe, 14 februari 1755 — Arboga, 16 december 1801) was erfprins van Baden. Hij was de oudste zoon van markgraaf (en later groothertog) Karel Frederik en zijn eerste vrouw Karoline Luise von Baden. Na het huwelijk van zijn dochter Louise met de Russische troonopvolger Alexander verkreeg hij de rang van Russisch generaal bij de infanterie.
Op 15 juli 1774 huwde hij te Darmstadt met zijn nicht prinses Amalia van Hessen-Darmstadt (1754 – 1832), dochter van landgraaf Lodewijk IX. Zij hadden de volgende kinderen:
- Catharina Amalia  (Karlsruhe, 13 juli 1776 – Bruchsal, 26 oktober 1823)
- Caroline Frederika (1776 – 1841); (1797) hertog Maximiliaan Jozef van Zweibrücken (1756 – 1825), later koning Maximiliaan I van Beieren
- Louise Maria (1779 – 1826); ∞ (1793) grootvorst Alexander Pavlovitsj van Rusland, later tsaar Alexander I van Rusland
- Frederika Dorothea (1781 – 1826); ∞ (1797) koning Gustaaf IV Adolf van Zweden (1778 – 1837)
- Maria Elisabeth (1782 – 1808); ∞ (1802) hertog Frederik Willem van Brunswijk (1771 – 1815)
- Karel Frederik (Karlsruhe, 13 september 1784 – aldaar, 1785)
- Karel Lodewijk Frederik (1786 – 1818), later groothertog van Baden; ∞ (1806) prinses Stéphanie de Beauharnais (1789 – 1860)
- Wilhelmina van Baden (1788 – 1836); ∞ (1804) prins Lodewijk van Hessen-Darmstadt (1777 – 1848), later groothertog Lodewijk II van Hessen en bij de Rijn.

- Gemeinsame Normdatei: 11772971X
- International Standard Name Identifier: 0000 0000 0905 2318
- Nederlandse Thesaurus van Auteursnamen: 070074038
- SNAC: w6wd4tbz
- Virtual International Authority File: 10630769
- WorldCat: E39PBJxcTth3bRCtXMJ8qwXmVC